# Extraction à la vapeur

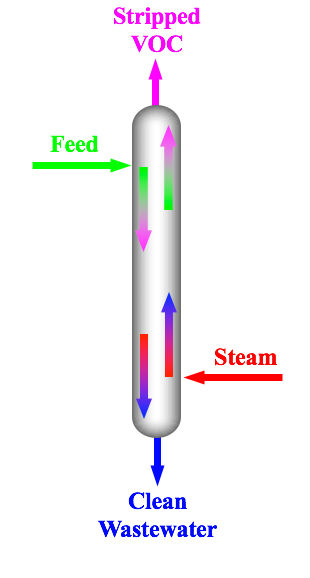
Schéma d'une épuration économique des effluents aqueux d'une usine. La vapeur est utilisée comme gaz d'extraction pour éliminer les hydrocarbures des effluents.

Ne doit pas être confondu avec Entraînement à la vapeur.
L'extraction à la vapeur (aussi appelée stripage à la vapeur — de l'anglais steam stripping — ou épuisement à la vapeur) est un procédé de séparation consistant à injecter de la vapeur surchauffée dans un flux de liquide pour en éliminer un ou plusieurs composés. Il s'agit d'un cas particulier d'extraction au gaz.
L'extraction à la vapeur est notamment utilisée en raffinage du pétrole pour éliminer les polluants volatils, tels que les hydrocarbures et autres composés organiques volatils (COV), des eaux usées,.
Cette méthode est efficace lorsque les composés volatils ont des points d'ébullition inférieurs à ceux de l'eau ou une solubilité limitée dans celle-ci.